# Брудер електричний
Брудер електричний — (англ. brooder on brood — «сидіти на яйцях») — низькотемпературний випромінювач, призначений для локального інфрачервоного обігріву пташенят сільськогосподарської птиці в перші тижні життя. Під одним брудером можна розмістити до 500 пташенят.

## Будова та типи

Брудер БП-1: 1 — рама; 2 — секція парасолі; 3 — дах парасолі; 4 — крюк підвісу; 5 — оглядове вікно; 6 — шторка; 7 — кожух нагрівача; 8 — нагрівач (ТЕН); 9 — кожух лампи освітлення; 10 — лампа освітлення; 11 — сигнальна лампа; 12 — термореле; 13 — термометр; 14 — клемна колодка

Брудер являє собою парасоль пірамідальної форми, всередині якого змонтований нагрівач. За типом нагрівача брудери бувають газові та електричні. В електричних брудерах застосовуються нагрівачі спіральні, керамічні, ТЕН та лампи розжарювання.
Найбільш широко застосовними є електричні брудери марок БП-1 та БП-1А (БП розшифровується як «брудер пожежобезпечний»).
Брудер БП-1 складається з пірамідального шестигранного парасоля, змонтованого на рамі 1, обігрівача й термореле 12. Обігрівач являє собою кожух 7, під яким установлений ТЕН 8. Термореле 12 під парасолем автоматично підтримує задану температуру +24÷38 ºС. Для контролю за роботою нагрівальних елементів використовується сигнальна лампа 11. Кріплення брудера здійснюється за допомогою крюка підвісу 4.

### Технічні параметри брудера БП-1
- Електрична потужність брудера — 1,0 кВт
- Точність регулювання температури — ±2 ºС
- Площа обігріву — 2,1±0,1 м2
- Число курчат, що обігріваються — 400÷500
- Висота підйому — до 2 м
- Напруга — 220 В
- Габаритні розміри — 800x1600x700 мм3.

## Пожежна безпека
Пожежна небезпека електричного брудера обумовлена наявністю підстилки з горючих матеріалів та відкритих нагрівальних елементів. Особливо пожежна небезпека зростає при зменшенні відстані від нагрівального елемента до підстилки (менше 80 см).
При улаштуванні та експлуатації електричних брудерів необхідно дотримуватися наступних вимог пожежної безпеки:
- відстань до підстилки і горючих предметів повинна бути по вертикалі не менше 0,8 м, а по горизонталі — не менше 0,25 м;
- нагрівальні елементи всіх типів повинні бути заводського виготовлення, застосування відкритих нагрівальних елементів не є допустимим;
- електроживлення брудерів має здійснюватися окремими лініями безпосередньо від РЩ;
- у кожного брудера повинен бути самостійний вимикач, а також необхідно передбачати захист від КЗ та перевантаження;
- розподільний щит повинен мати вимикач для знеструмлення всього електрообладнання;
- температурний режим під брудером повинен підтримуватися автоматично;
- проводи (або кабелі) необхідно прокладати на висоті не менше 2,5 м від рівня підлоги і на відстані не менше 0,1 м від горючих конструкцій;
- приймально-здавальні випробування повинні проводитися за присутності представників держпожнагляду.